# RV Sir Lancelot
 (septembre 2022).
Si vous disposez d'ouvrages ou d'articles de référence ou si vous connaissez des sites web de qualité traitant du thème abordé ici, merci de compléter l'article en donnant les références utiles à sa vérifiabilité et en les liant à la section « Notes et références ».
Le RV Sir Lancelot (RV en anglais : Research Vessel) était un navire de recherche halieutique exploité par le ministère de l'Agriculture, de la Pêche et de l'Alimentation-Direction des pêches entre 1947 et 1960, désormais connu sous le nom de Centre des sciences de l'environnement, des pêches et de l'aquaculture (Royaume-Uni) (Cefas).

## Historique
Le RV Sir Lancelot était basé au port de Lowestoft et avait été initialement commandé par l'Amirauté comme l'un des huit chalutiers armés de classe Round Table durant la Seconde Guerre mondiale.
La classe de Round Table était une petite classe de chalutiers construite pour la Royal Navy en 1941/2. La classe a été construite par deux sociétés de construction navale d’Aberdeen, Hall, Russell & Company (en) et J. Lewis & Sons Ltd.
Tous ont été construits sur un modèle de 1936, le Star of Orkney, mais ont été commissionnés en tant que dragueur de mines. Le Sir Lancelot a été construit par J. Lewis & Sons Ltd. ; commandé le 21 janvier 1941, déposé le 17 juillet 1941 et mis à l'eau le 4 décembre 1941 Il a été mis en service le 26 mars 1942.Sir Galahad et Sir Lancelot, deux de la classe, ont ensuite été convertis en danlayer (en) (balayeur de champ de mines).

## Période de guerre
Le HMS Sir Lancelot (T.228) a pris part à l'Opération Neptune  le débarquement du D Day de juin 1944, rattaché à la 14e flottille dragueur de mines de Force U. 
Il était principalement responsable du balisage des passages sécurisés vers Utah Beach et fut l’un des tout premiers navires alliés à s’approcher des côtes françaises.
Le 5 février 1945, le HMS Sir Lancelot (T228) a récupéré des survivants du navire marchand américain Henry B. Plant torpillé et coulé par le sous-marin allemand Unterseeboot 245 à environ 17 milles marins à l'est de Ramsgate.

## Service en tant que navire de recherche sur la pêche
Après la guerre et sa reconversion en un chalutier civil, Sir Lancelot entra en service en tant que navire de recherche en décembre 1946. Le RV Sir Lancelot a été le principal navire de relevé des pêches utilisé par le ministère de l'Agriculture, des Pêcheries et de l'Alimentation du Royaume-Uni de 1947 à 1960. Il a été largement utilisé pour évaluer l'état des stocks de poissons de la mer du Nord, de la mer d'Irlande et de la Manche dans le cadre de la contribution du Royaume-Uni au Conseil international pour l'exploration de la mer (CIEM) .
En 1950, RV Sir Lancelot fut utilisé avec des plongeurs sous-marins pour prendre des photographies et filmer des chaluts en action au large des Cornouailles. En 1951, il fut redéployé au large de Malte car il fallait une bonne visibilité sous l'eau. Le film obtenu montrait que les mailles du filet étaient grandes ouvertes pendant le remorquage et contribuaient ainsi à faire accepter la régulation des mailles par les pêcheurs du monde entier. Les données collectés à bord du RV Sir Lancelot ont joué un rôle déterminant dans le livre novateur Sur la dynamique des populations de poissons exploités, écrit par Ray Beverton et Sidney Holt en 1957.
En 1962, il fut vendu à Mme Karin Meta Alexa Husseini à Hambourg et renommé Hair-Ed-Din Barbarossa.

## Navires du Cefas
| - RV Huxley (1899-1902) - SY Hildegarde et SY Hiawatha (1912–1914) - SS Joseph & Sarah Miles (1920–1922) - RV George Bligh (1921–1939) - RV Onaway (1930–1960) - RV Platessa (1946–1967) - RV Ernest Holt (1946–1971) | - RV Tellina (1960–1981) - RV Clione (1961–1988) - RV Corella (1967–1983) - RV Cirolana (1970–2003) - RV Corystes (1988–2003) - RV Cefas Endeavour (2003–present) |

### Note et référence
1. ↑  Opération Neptune
2. ↑  Site ICES-CIEM

- (en) Cet article est partiellement ou en totalité issu de l’article de Wikipédia en anglais intitulé « RV Sir Lancelot » (voir la liste des auteurs).